# Georges Fleury
Pour les articles homonymes, voir Georges Fleury (cyclisme) et Fleury.
Georges Fleury, né à Granville le 9 septembre 1939, est un écrivain français.

## Biographie
Il est le fils d'un commissaire de la France Libre (FNFL), Pierre Léon Jules Fleury (23 février 1915, Avranches - 15 septembre 1994, Sceaux). 
Cet ancien soldat du Commando Jaubert durant la guerre d'Algérie a publié de nombreux ouvrages allant de la Seconde Guerre mondiale à la pêche à pied en passant par la guerre d'Indochine et la guerre d'Algérie.
Avec son livre Koumbala, il obtient en 1990 le prix Trente Millions d'Amis.
Auteur d'une biographie du corsaire Pléville Le Pelley, il obtient en 2000 le prix Henri Queffélec.
Marin dans l'âme, il vit non loin de sa ville natale, à Donville-les-Bains. Il est, par ailleurs, l'auteur du chant de commando marine Commandos mes frères.
Il publia au moins deux albums vinyles 33 tours de chansons françaises sous le nom de Georges Sampa.
Il est le frère aîné de Jean-Pierre Fleury (né en 1949), créateur de la série d'émissions documentaires Histoires Naturelles sur TF1 ainsi que la chaîne de télévision Seasons.
Il est le père de la journaliste et écrivain, Adeline Fleury.

## Œuvre
- Bérets verts en Algérie, éditions Rossel, 1973
- Le Baroudeur, édition Grasset, 1979  (ISBN 2-246-00786-0)
- Fusiliers marins et commandos : baroudeurs de la Royale, édition Copernic, 1980  (ISBN 2-85984-061-3)
- Les Fusiliers marins de la France libre, édition Grasset, 1980  (ISBN 2-246-00965-0)
- La Pêche à pied, édition Pen Duick, 1981  (ISBN 2-855-13047-6)
- Le Guerrier, édition Grasset, 1981  (ISBN 2-246-26581-9)
- Le Para, édition Grasset, 1982  (ISBN 2-246-24821-3)

- Prix du maréchal Foch 1983 de l'Académie française
- Le 1er Régiment de chasseurs parachutistes Tome 1 : 1939-1945, édition Lavauzelle, 1982  (ISBN 2-7025-0021-8)
- Le Commando, édition Grasset, 1983  (ISBN 2-246-28841-X)
- Adieu, sergent, édition Grasset, 1984  (ISBN 2-246-33301-6)
- Le 1er Régiment de chasseurs parachutistes Tome 2 : les bataillons d'Indochine, édition Lavauzelle, 1984  (ISBN 2-7025-0046-3)
- Le 1er Régiment de chasseurs parachutistes Tome 3 : Bérets rouges en Algérie 1954 - 1961, édition Lavauzelle, 1985  (ISBN 2-7025-0099-4)
- Mourir à Lang Son : 9 mars 1945, les Nippons attaquent en Indochine, édition Grasset, 1985  (ISBN 2-246-34171-X)
- Djebels en feu. Algérie, 1954-1962, la guerre d'une génération, édition Grasset, 1985  (ISBN 2-246-35371-8)
- Le Sous-off, édition Grasset, 1986  (ISBN 2-246-35681-4)
- Le Pêcheur à pied, tous les secrets de la marée : coquillages, poissons et crustacés, éditions Maritimes et d'Outre-Mer, 1986
- Donnez-moi la tourmente, édition Grasset, 1987  (ISBN 2-246-37431-6)
- Le grand courage, édition Grasset, 1988  (ISBN 2-246-39761-8)
- Khéops, édition Grasset, 1989  (ISBN 2-246-39431-7)
- Nageurs de combat, édition de La Table ronde, 1989  (ISBN 2-710-30401-5)
- Le Combat des harkis, édition Sept Vents, 1989  (ISBN 2-877-16012-2)
- Le Neuvième Compagnon, édition Grasset, 1990  (ISBN 2-246-40981-0)
- Koumbala. Bataille pour un paradis, édition Grasset, 1990  (ISBN 2-246-42061-X)
- Pyrrhus, Lesko et les autres, édition Grasset, 1991  (ISBN 2-246-43751-2)
- Le Dernier Galop, Pech petit le paradis des chevaux, édition Grasset et Fasquelle, 1992  (ISBN 2-246-45121-3)
- La Guerre en Algérie, édition Plon, 1993  (ISBN 2-259-02520-X)
- La Cuisine du pêcheur à pied, édition Ouest-France, 1994  (ISBN 2-7373-1329-5)
- Un chien à la mer, édition Grasset, 1994  (ISBN 2-246-45971-0)
- Les Français du jour J, édition Grasset, 1994  (ISBN 2-246-47981-9)
- La Guerre en Indochine. 1945-1954, édition Plon, 1994  (ISBN 2-259-00047-9)
- Le dernier chant des dinosaures, édition Grasset, 1995  (ISBN 2-246-50541-0)
- La Belle Histoire de la SPA. De 1845 à nos jours, édition Grasset, 1995  (ISBN 2-246-49631-4)
- Tuez de Gaulle ! Histoire de l'attentat du Petit-Clamart, édition Grasset, 1996  (ISBN 2-246-47481-7)
- Siroco, Tome 1 : Le Vent de la Passion, édition Grasset, 1999  (ISBN 2-246-55371-7)
- Le Corsaire. Pléville Le Pelley, 1726-1805, édition Flammarion, 2000  (ISBN 2-08-067921-X)
- Siroco, Tome 2 : Le Vent des Mirages, édition Grasset, 2000  (ISBN 2-246-57571-0)
- Un para en Algérie, édition Grasset, 2000  (ISBN 2-246-60281-5)
- Histoire secrète de l'OAS , édition Grasset, 2002  (ISBN 2-246-60451-6)
- La Pêche à pied - Ses secrets et sa cuisine, 2003, édition Grasset  (ISBN 2-246-54911-6)
- Nelson - Le héros absolu, édition Flammarion, 2004  (ISBN 2-08-068090-0)
- Yousouf le flamboyant , édition Flammarion, 2005  (ISBN 2-08-068660-7)
- On l'appelait le "Crabe-tambour" - Le destin du lieutenant de vaisseau Pierre Guillaume, édition Perrin, 2006  (ISBN 2-262-02341-7)
- Histoires de saisons, édition Grasset, 2006  (ISBN 2-246-69801-4)
- Sans légende, édition Phebus, 2006  (ISBN 2-7529-0204-2)
- De Gaulle - De l'enfance à l'appel du 18 juin, édition Flammarion, 2007  (ISBN 978-2-08-068726-5)
- Comment l'Algérie devint française (1830-1848), édition Perrin, 2008  (ISBN 978-2-262-02914-2)
- Roland Garros : un inconnu si célèbre, Bourin, 2009  (ISBN 978-2-84941-123-0)
- Nous, les combattants d'Algérie : 1954-1962, Bourin, 2010  (ISBN 978284941-152-0)
- Je vous ai compris, avec Frank Chiche, Casterman, 2013 - d'après le film graphique au même titre[4]